# El Debate
El Debate va ser una publicació diària i matinal espanyola d'orientació catòlica, publicada a Madrid entre l'octubre del 1910 i el juliol del 1936. D'abast estatal, El Debate va néixer en un context de tensió per als sectors catòlics, propiciat per les mesures anticlericals que el govern de Canalejas estava implantant (com la Llei del Cadenat, que prohibia la creació de més ordes religiosos a Espanya). En els seus inicis El Debate no va aportar res al periodisme catòlic, tret d'un to agressiu i violent contra el liberalisme de Maura o Canalejas i d'atacs constants a la premsa de la competència. Amb el pas del temps i el seu assentament, El Debate es va convertir en el primer diari que, des del catolicisme, feia un periodisme modern –tocava tots els temes, no els girava l'esquena com altres publicacions catòliques feien– i va esdevenir un dels diaris amb seu a Madrid de major influència entre els lectors. El final d’El Debate va arribar el 1936, quan el bàndol republicà el va confiscar. Això, però, no va impedir que fos el diari catòlic més important del seu temps a Espanya.

## Origen
El diari El Debate va aparèixer l'1 d'octubre del 1910 amb el subtítol diari del matí catòlic i independent. La fundació del diari s'atribueix a Guillermo Rivas, «un jove convers (...) que havia entrat a les falanges catòliques», segons es publicava al diari Heraldo de Madrid (5/7/1936). La realitat, però, és que el projecte va ser bastit pel capellà gallec Basilio Álvarez i pel periodista i dramaturg Luis Antón de Olmet, junt amb Rivas mateix; els dos primers van ser en gran manera els responsables del to bel·licós que va caracteritzar El Debate. Més tard el diari passaria a mans de Guillermo Rivas exclusivament. El lema d’El Debate al seu naixement va ser «por el ideal de Dios, la Iglesia y el catolicismo» i el seu plantejament empresarial comprenia la creació d'un trust amb les altres publicacions espanyoles de tendència catòlica.
Amb el temps, El Debate es va convertir en un exemple de periodisme modern de dretes, amb uns criteris molt racionalitzats de què havia de ser una Redacció d'un diari, i va esdevenir mostra de com adaptar-se al poder (ja fos monàrquic o dictatorial) per tal que l'opció ideològico-moral d’El Debate s'implantés en el programa de mesures del nou governant. Aquest ideari ja havia quedat recollit al primer article del diari: «Nacemos al amparo de tres grandes amores: Religión, Patria y Libertad».

## Etapes i directors
L'1 d'octubre de 1910 la ciutat de Madrid acollia un nou diari de tendència catòlica: El Debate. Naixia com un diari d'abast estatal i d'edició matinal que lluitava per difondre i implantar la seva moral a la ciutadania espanyola, ja que els grans diaris del moment pertanyien als sectors de l'esquerra (El ImparcIal, El Liberal), contra els quals va protagonitzar una campanya de crítiques ferotges en les quals també cabien els polítics massa liberals (Maura, Canalejas) i la competència periodística catòlica, per descomptat. El director d’El Debate en aquesta primera etapa va ser Guillermo Rivas, després que els redactors i també fundadors del diari, Álvarez i Olmet, li cedissin el càrrec. En aquest període i a causa d'una mala gestió, el diari va acumular molts deutes. La solució va ser vendre El Debate a Santiago Mataix, propietari de la impremta d’El Mundo.
En aquest segon període, que s'iniciava el 31 de maig del 1911, el propietari de la impremta on s'imprimia El Debate va passar a fer-se càrrec també del jove diari. A la direcció va posar un dels fundadors de la publicació, Basilio Álvarez, que poc més tard (11/8/1911) cediria la direcció a l'altre fundador Antón de Olmet. Aquests dos directors van ser dues de les plomes principals que El Debate va tenir des de l'inici, i que amb la vehemència del seu discurs van caracteritzar el diari pel seu to agressiu.
Poc temps després un grup de catòlics es va interessar per El Debate. Entre ells es trobaven Domingo Espalza, José María de Urquijo (accionista majoritari de l'Editorial Vizcaína, que des del 1901 publicava La Gaceta del Norte) i Ángel Herrera (president de l'Asociación Católica Nacional de Propagandistas, ACNP), decidits a fundar un diari a Madrid. Així doncs, l'Editorial Vizcaína va comprar El Debate a Santiago Mataix, amb el compromís de continuar publicant-lo durant un any a la impremta d’El Mundo. La transacció comercial es va xifrar en 25.000 pessetes, mentre que el llançament del diari va tenir un cost afegit de 75.000 pessetes.
En mans de l'Editorial Vizcaína des de l'1 de novembre de 1911, Ángel Herrera es va fer càrrec de la direcció del diari, que va apostar per un catolicisme possibilista. Aquesta postura buscava apropar la ciutadania a la moral cristiana a través d'un concepte de periodisme modern, que tractava tots els temes de la societat (obrerisme, esports, oci...) però des de l'òptica cristiana. En aquest sentit, era un model de diari catòlic molt més obert que els de la competència. Aproximadament un any més tard, el 5 de setembre de 1912, el diari tornava a canviar de mans: l'Editorial Vizcaína cedia gratuïtament El Debate al seu director Ángel Herrera (en no poder cedir-lo a l'ACNP, ja que no disposava de personalitat jurídica). Herrera era ara director i propietari. El mes següent (23/11/1912) naixia l'Editorial Católica. Ángel Herrera, Fernando Bauer i Vicente Llaguno eren els socis fundadors d'una entitat que es comprometia a existir per un període de deu anys, tot i que el 1926 es va prorrogar i més tard es va fer indefinida. Sota els auspicis d'Editorial Católica es va continuar publicant El Debate i, el 14 de gener del 1935, s'iniciaria la publicació d'un segon diari catòlic, aquest d'edició vespertina, que faria tàndem amb ell: era el diari Ya, que oferia a la nit un contrapunt més fresc de la mateixa línia editorial que omplia els quioscos en la versió matinal (El Debate).
El model de premsa que Ángel Herrera va imprimir a El Debate va ser el d'una premsa moderna i de caràcter més aviat integrador, en el sentit que volia apropar tota mena de ciutadania cap al catolicisme que El Debate difonia. A la vegada, l'objectiu del diari era també el de mobilitzar les gents catòliques i apropar-les cap al «mal menor», actitud que caracteritzaria en gran manera el diari d'Ángel Herrera. Dintre les opcions polítiques que existien (governs liberals de Canalejas o Maura, monarquia constitucional, dictadura i república més tard), El Debate no confessava cap filiació, sinó que s'apropava a les figures i models de poder de cada moment per influir-los i, així, aconseguir el seu favor cap a les peticions del catolicisme. Durant la dictadura de Primo de Rivera (1923-1930) va donar suport a la censura prèvia per a protegir els valors religiosos, morals i jurídics. En proclamar-se la Segona República, el periòdic va mostrar el seu acatament al nou règim, malgrat el malestar de molts dels seus lectors monàrquics.
La línia ideològica catòlica d'El Debate sintonitzava perfectament amb les directrius que es donaven al Vaticà i, en funció d'elles, actuava. Aquesta obediència als mandats de l'Església vaticana era tal que el 1916 els estatuts de l'Editorial Católica van ser modificats: ara, l'Església tenia la potestat de nomenar un censor previ, destituir el director i els redactors, suspendre les publicacions per un període de dos mesos, adquirir la propietat del diari a un preu ja taxat i, fins i tot, tenia drets sobre les vendes i les accions. És per això que la premsa de la competència atacava El Debate qualificant-lo de «vaticanista». Malgrat els atacs, el diari d'Herrera va prosseguir amb la seva activitat i a poc a poc es va convertir en un diari de referència. El Debate oferia informació de qualitat, articles ben treballats, tenia bons col·laboradors i bons redactors i, a més, havia racionalitzat els criteris d'organització de la Redacció del diari, oposant-se al desgavell que regnava en altres capçaleres. Bona part d'aquest canvi venia directament dels Estats Units, ja que els seus fundadors havien estudiat a la Universitat de Colúmbia (Nova York). A més, El Debate seria el primer diari a incorporar informació esportiva. Una altra de les fites d'aquest diari i els seus responsables es produïa el 1926, quan obrien la primera escola de periodisme d'Espanya. Més endavant (1960) la refundarien com a Escuela de Periodismo de la Iglesia.
Sempre sota la tutela d'Ángel Herrera, l'objectiu del diari va ser el de modernitzar la dreta, ja que intentava convertir un conservadorisme nostàlgic i inoperant en una força política activa que plantés cara a les mesures governamentals contràries als postulats del catolicisme. És així que durant la Primera República es va convertir en l'estendard de la reacció catòlica a les mesures del govern i es va erigir en portaveu del catolicisme de masses que sorgí a l'època.
Durant la Segona República (1931-1936)i sota la direcció de Francisco de Luis a partir del 1933, El Debate va trencar la seva tendència de no tenir confessió política i es va convertir en el portaveu oficiós d'Acción Nacional i després de la CEDA. Segurament aquest fet contribuiria a la decisió que prendria el general Mola en la sublevació militar del 1936 sobre la premsa espanyola. Concretament, dictaria que tota Redacció passés a mans de l'estat i tot redactor fos enviat als camps de concentració, amb l'excepció dels diaris ABC, Debate, Siglo Futuro i «todos cuantos hayan sido siempre de ideas de orden», que podrien continuar apareixent tan bon punt l'empresa se’n fes càrrec. Això no va passar, finalment. L'últim número d'El Debate va sortir al carrer el 19 de juliol del 1936. Aquest mateix dia, el govern de la República va fer pública, a través d'Unión Radio, la confiscació del diari:.
| « | Els periòdics Ya, El Debate, Informaciones, El Siglo Futuro i ABC han estat confiscats pel govern, passant a ser propietat de l'Estat. S'ha encarregat de la seva direcció i redacció a periodistes de reconeguda filiació republicana. El poble ha de respectar aquesta propietat, que ha deixat de ser particular. Els periòdics seran publicats en tot conforme al règim republicà | » |

D'aquesta forma, les instal·lacions on s'imprimien els diaris d'Editorial Católica van ser confiscades per diversos integrants del Front Popular. Mundo Obrero, el portaveu del Partit Comunista d'Espanya, va ser imprès utilitzant el material de Ya, mentre que Política, l'òrgan de comunicació d'Izquierda Republicana, es va quedar amb el d'El Debate. Després de la Guerra, malgrat que un grup dels seus antics redactors i alumnes de l'Escola de Periodisme dirigits per Nicolás González Ruiz van llançar un número especial d'El Debate (el 28 de març del 1939), immediatament després de l'entrada de les tropes franquistes a la capital, la dictadura no va permetre el seu restabliment i Editorial Católica va haver de rellançar Ya, de menor significació política que El Debate, que fou així l'autèntic hereu d'El Debate.

## Aspectes tècnics
Ideològicament, El Debate va ser un diari molt conservador i clerical, mentre que periodísticament va ser molt modern. Va importar tècniques periodístiques dels Estats Units i el 1926 va obrir la primera Escola de Periodisme d'Espanya. Va ser el primer diari amb informació esportiva. Durant la Segona República (1931-1936) el govern va suspendre la seva activitat en diverses ocasions. Pertanyent al mateix entorn del qual va sorgir Acció Popular, era el mitjà d'expressió oficiós de la CEDA, la coalició dretana que va guanyar les eleccions generals espanyoles del 1933. El 1935, l'Editorial Católica va adquirir una moderna rotativa, situada al número 4 del carrer Alfonso XI, en la qual es va passar a imprimir El Debate i un diari de nova creació, el vespertí Ya.
Quant a dades de tirada, se sap que el 1911 El Debate se situava en els 4.500 exemplars, que es van ampliar fins als 8.000 l'any 1916. A partir de llavors és quan el diari experimentà el seu gran creixement i el 1918 arribà als 50.000 exemplars, el seu màxim. El 1926 les dades baixarien fins als 35.000 exemplars tirats, dels quals 5.600 serien venuts a Madrid (seu del diari). Ángel Herrera explicaria aquesta caiguda pel model de vendes del diari, que no funcionava tant per venda directa al carrer (com altres diaris) sinó més aviat per subscripció, amb la gran majoria dels seus subscriptors situats en l'Espanya rural i conservadora. Aquesta hipòtesi es confirma veient les xifres de timbre de franqueig concertat del 1926: el diari El Debate apareix en setena posició d'entre tots els diaris madrilenys. El diari va continuar creixent en els anys següents i el 1935 tirava entre 80.000 i 100.000 exemplars, convertint-se en un dels majors diaris conservadors de l'època, per darrere del líder ABC.

## Seccions
Información
- Madrid
- Extranjero
- Provincias

Editorial
- Consejo de Redacción
- Cronistas
- Colaboradores

## Directors
- Guillermo Rivas: 1/10/1910 a 31/5/1911
- Basilio Álvarez: 31/5/1911 a 11/8/1911
- Luis Antón de Olmet: 11/8/1911 a 31/10/1911
- Ángel Herrera: 1/11/1911 a 19/7/1933
- Francisco de Luis: 20/7/1933 a 19/7/1936

## Redactors i col·laboradors
- Basilio Álvarez
- Luis Antón de Olmet
- Agustín Solacho
- Nicolá González Ruiz
- José María Gil Robles
- Fernando Martín Sánchez
- José Larraz
- Miguel Herrero
- Luis Ortiz

## Publicacions i entitats vinculades
- Diari Ya
- Editorial Católica
- Asociación Católica Nacional de Propagandistas (ACNP)
- Escuela de Periodismo de la Iglesia